# Cmentarz na Piaskach w Tarnobrzegu

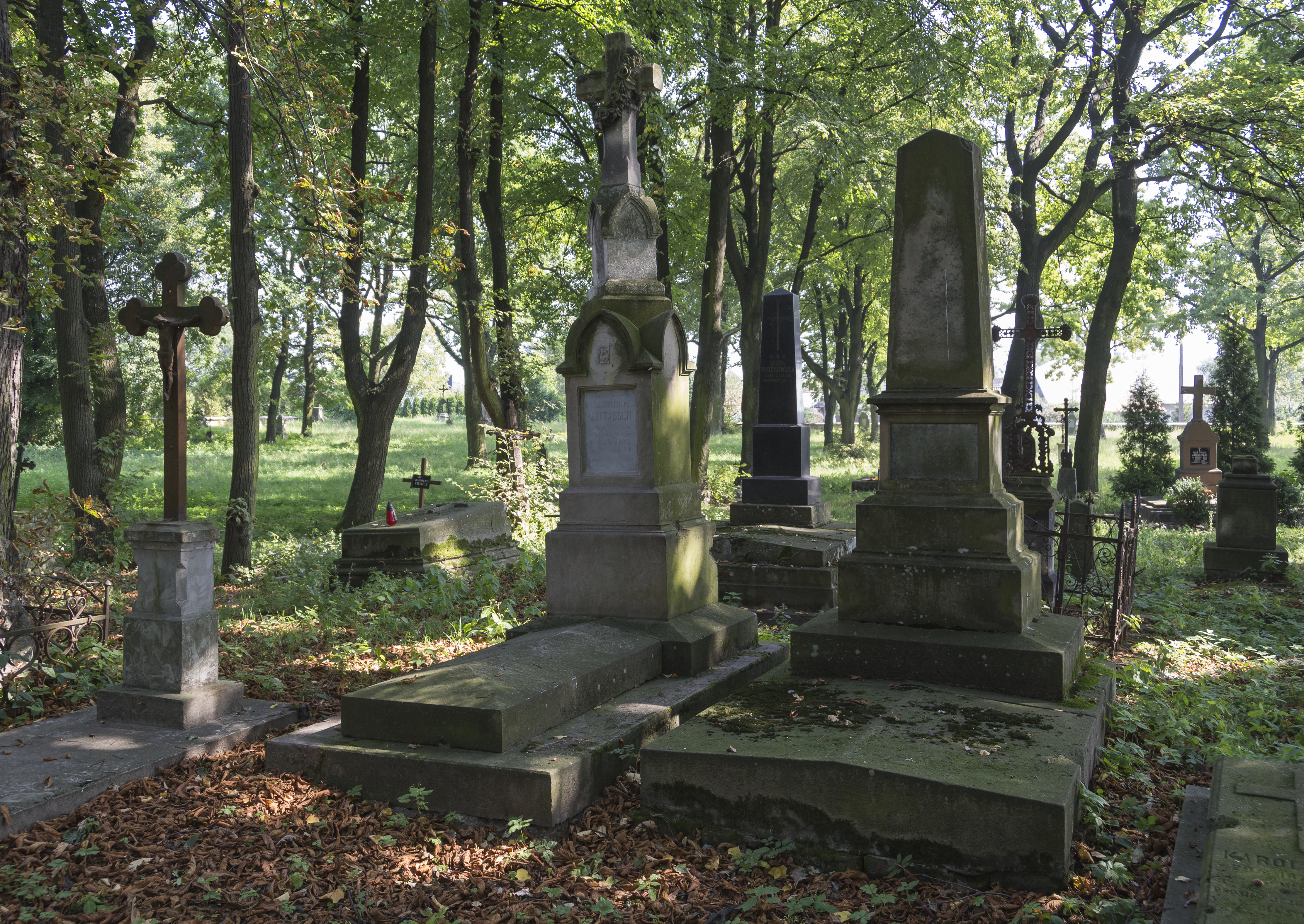

Cmentarz na Piaskach – najstarsza nekropolia na terenie dzisiejszego miasta Tarnobrzega, w dzielnicy Miechocin.
Powstał w latach 1784–1786. W latach 1843–1845 dzięki inicjatywie proboszcza parafii miechocińskiej ks. Franciszka Ząbeckiego – teren nekropolii powiększono o działkę darowaną przez Jana Feliksa Tarnowskiego. W 1881 roku dokupiono część parcel chłopskich, przylegających od strony zachodniej i otoczono cały cmentarz murem. W czasie I wojny światowej armia rosyjska urządziła na terenie cmentarza okopy i strzelnicę.
W 1881 roku na terenie cmentarza wzniesiono neogotycką kaplica Archanioła Gabriela (obecnie Świętego Krzyża). Do dziś zachowanych jest kilkadziesiąt nagrobków.

## Galeria

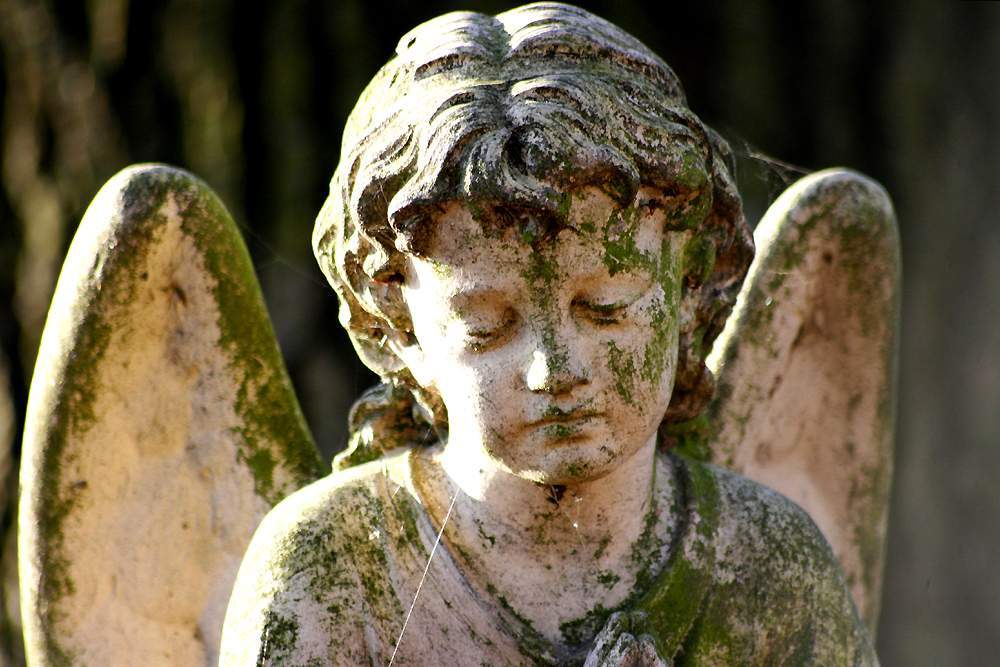
Foto: Paweł Matyka
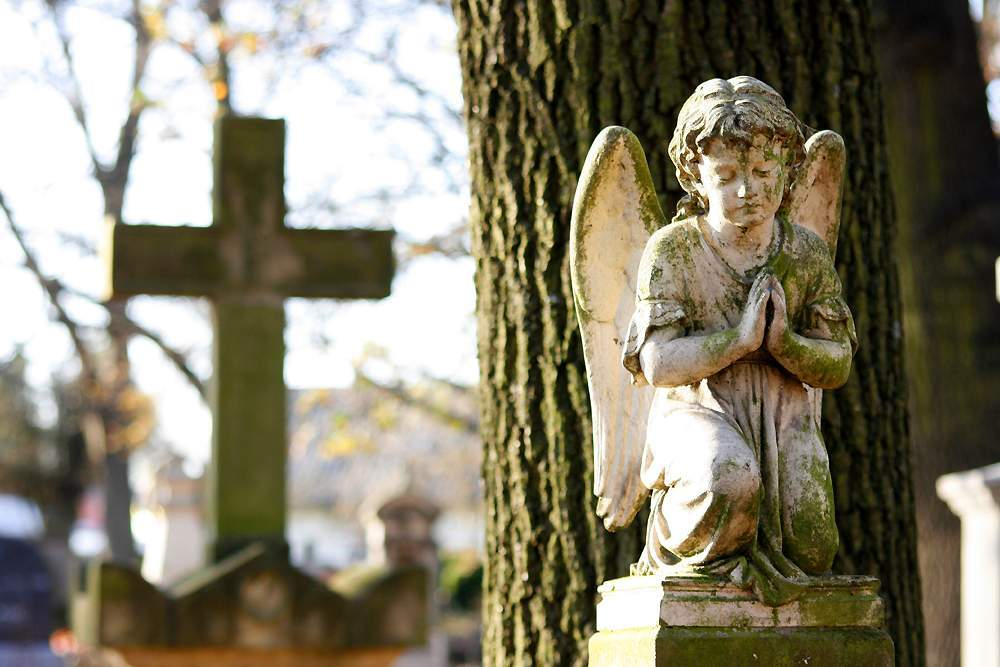
Foto: Paweł Matyka
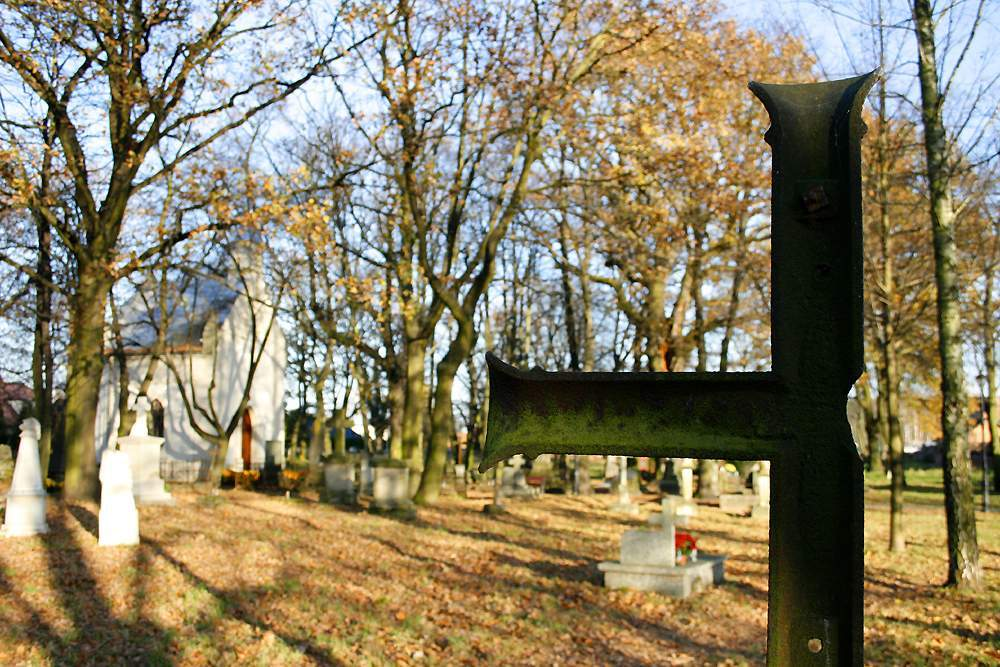
Foto: Paweł Matyka
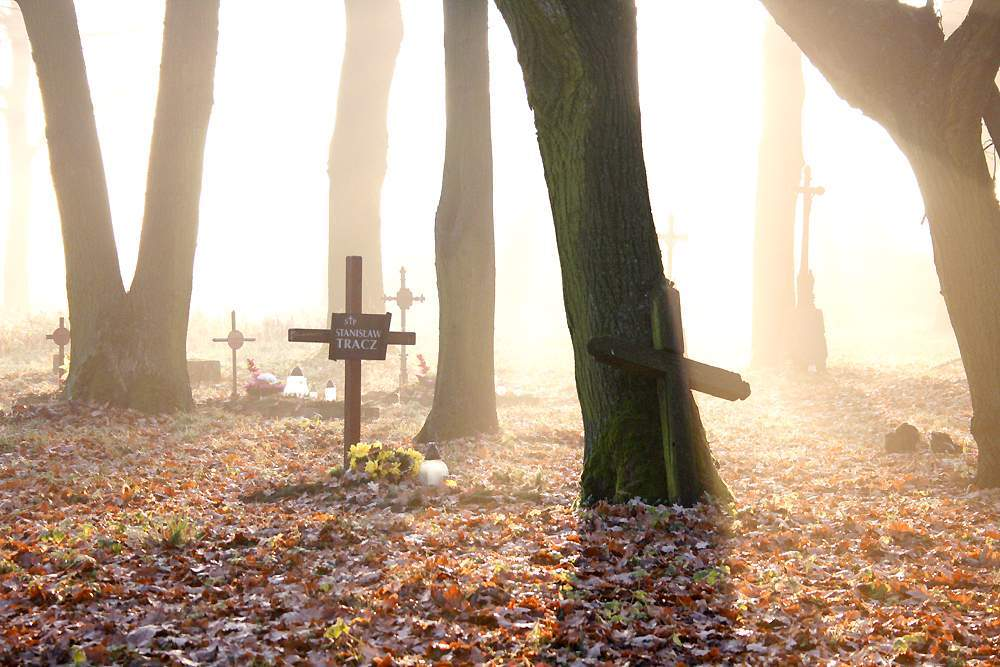
Foto: Paweł Matyka
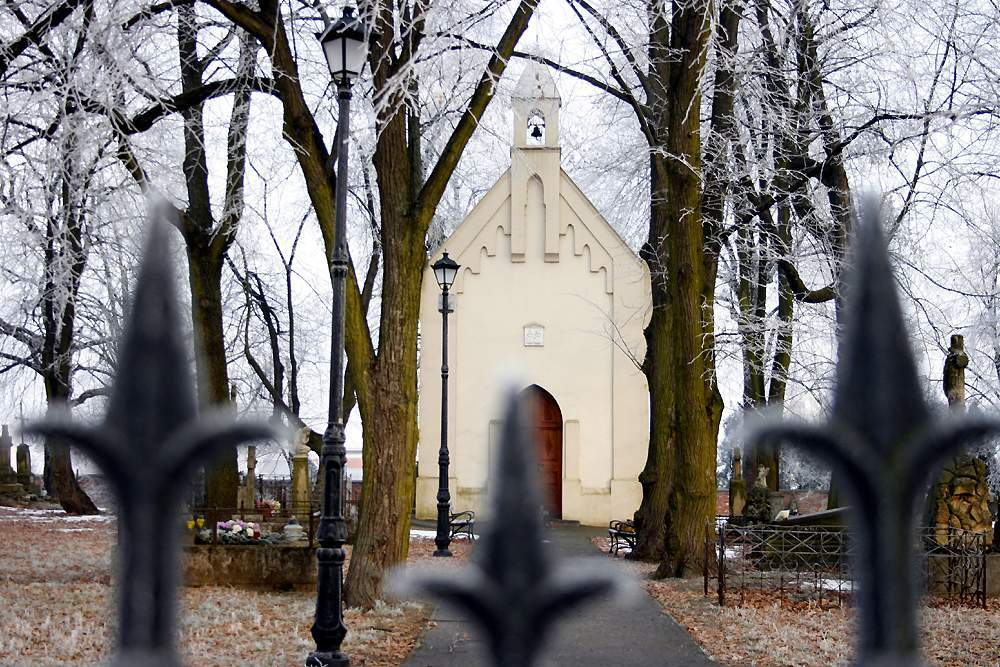
Foto: Paweł Matyka
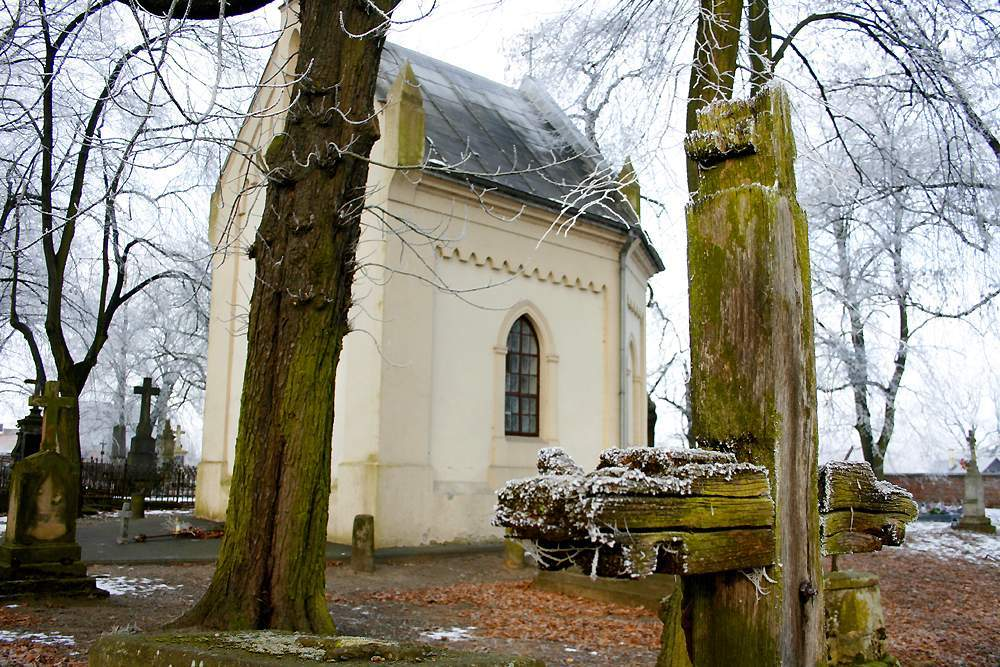
Foto: Paweł Matyka
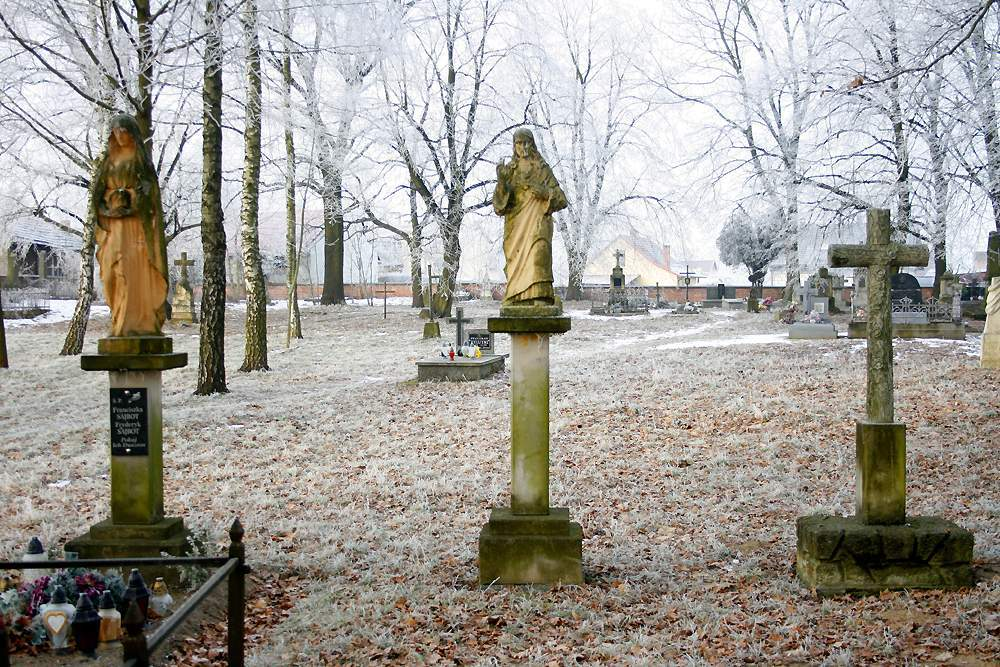
Foto: Paweł Matyka
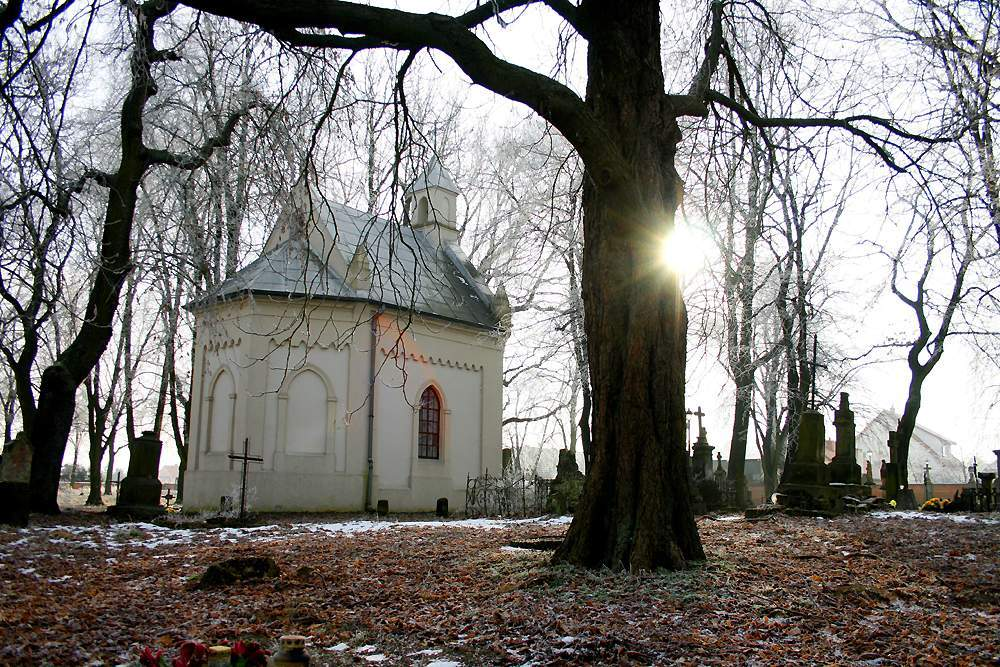
Foto: Paweł Matyka
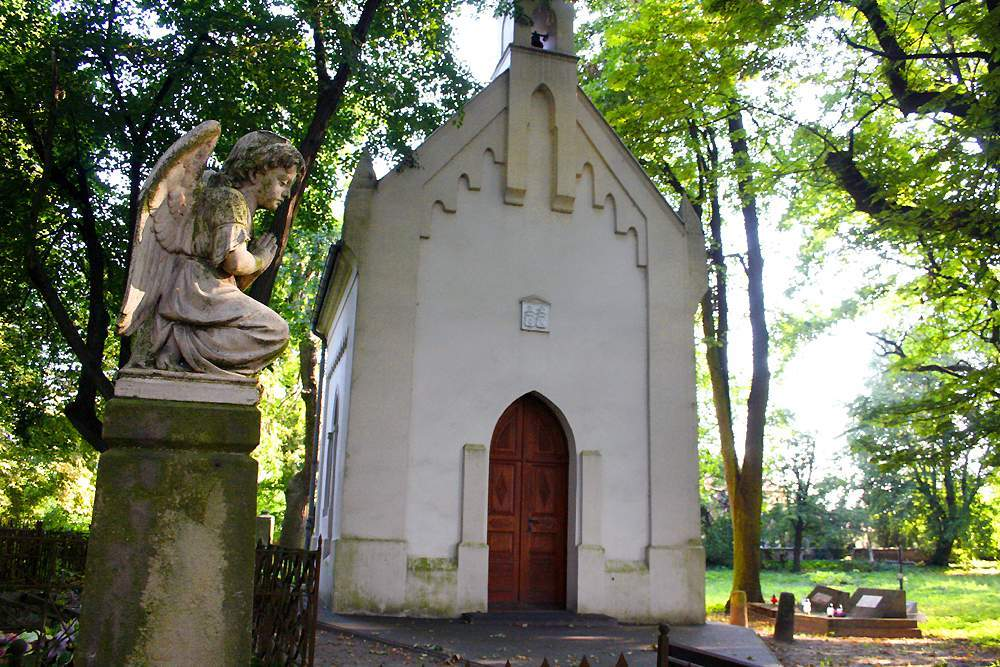
Foto: Paweł Matyka
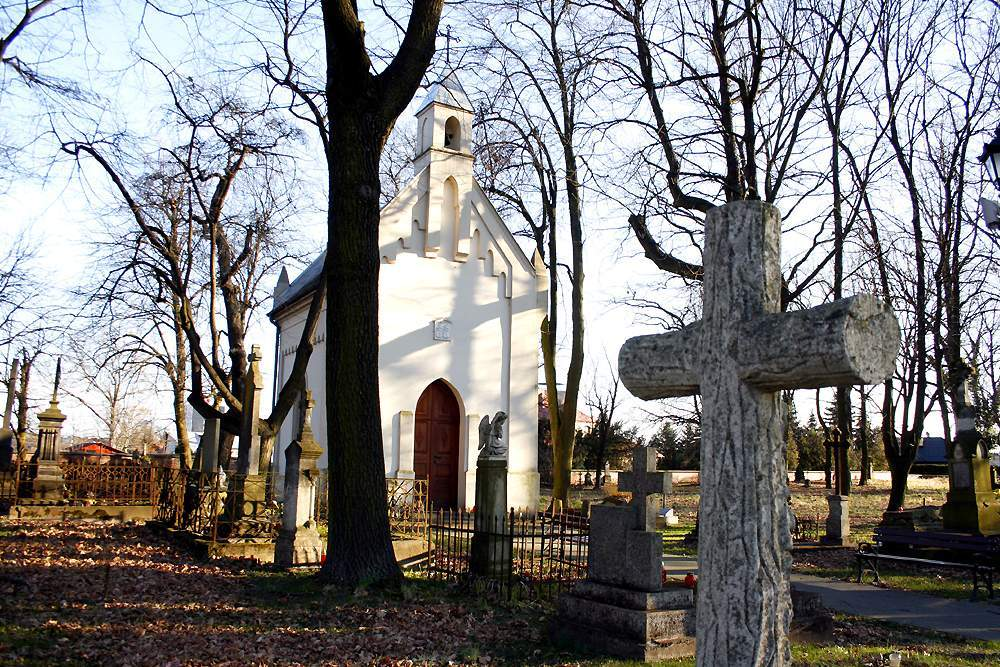
Foto: Paweł Matyka